# Melanagromyza michelbacheri
Melanagromyza michelbacheri este o specie de muște din genul Melanagromyza, familia Agromyzidae, descrisă de Mitsuhiro Sasakawa în anul 1992.
Este endemică în Peru. Conform Catalogue of Life specia Melanagromyza michelbacheri nu are subspecii cunoscute.